# Tjasker Grolloo
De Tjasker Grolloo is een paaltjasker ten westen van het dorp Grolloo, dat in de Nederlandse provincie Drenthe ligt.

## Beschrijving
In Drenthe werden tjaskers vroeger benut voor het bemalen van vennetjes ten behoeve van de turfstekerij. De tjasker is afkomstig uit het Dongelsveen waar hij tot in de jaren 50 dienstdeed. In de jaren 80 is de molen aan de gemeente Rolde geschonken, die de tjasker in 1986 in het natuurgebied Grollooërveen heeft geplaatst. De huidige eigenaar is de gemeente Aa en Hunze.
De tjasker heeft de status gemeentelijk monument.

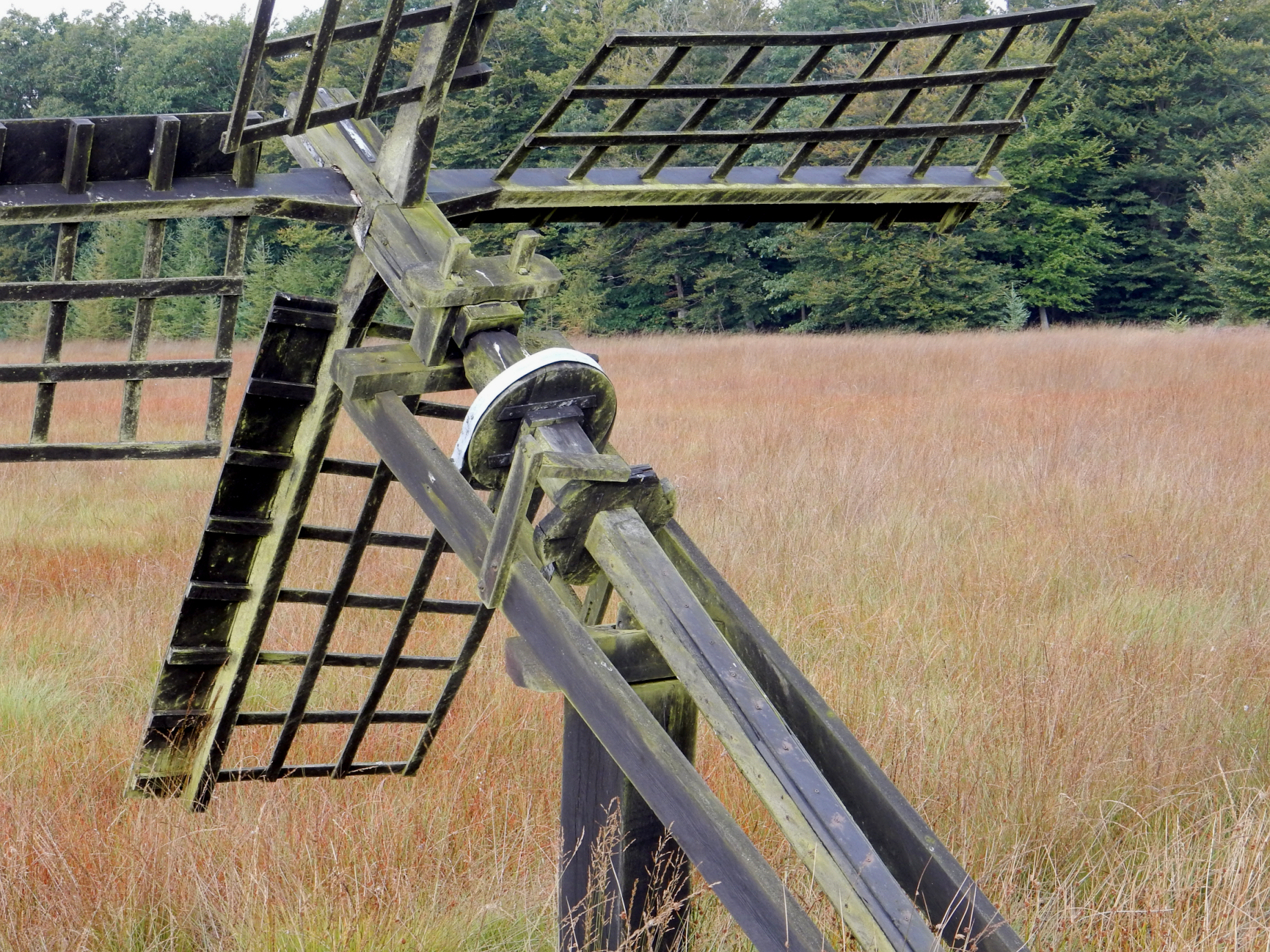
September 2014